# 49 Orionis
Ne doit pas être confondu avec δ (delta) Orionis.
Désignations
49 Orionis (en abrégé 49 Ori), également désignée d Orionis, est une étoile de la constellation d'Orion. Elle est visible à l'œil nu avec une magnitude apparente de 4,80. D'après la mesure de sa parallaxe annuelle par le satellite Gaia, l'étoile est située à environ ∼ 142 a.l. (∼ 43,5 pc) de la Terre. Elle s'en rapproche à une vitesse radiale héliocentrique de −11 km/s.
En 1924, Frost annonce que 49 Orionis est une binaire spectroscopique à raies doubles et Abt (1965) calcule même une orbite d'une période de 445,74 jours et d'une excentricité de 0,549. Toutefois, moins d'une décennie plus tard, Abt et Levy (1974) rejettent cette orbite, montrant avec de nouvelles données que la vitesse radiale de l'étoile est probablement constante. Des données plus récentes et plus précises confirment que ce n'est effectivement pas une binaire spectroscopique.
49 Orionis est une étoile blanche de la séquence principale de type spectral A4Vn, avec la lettre « n » indiquant que son spectre présentes des raies élargies (« nébuleuses ») en raison de sa rotation rapide. Elle tourne en effet sur elle-même à une vitesse de rotation projetée de 186 km/s. Cela donne à l'étoile une forme aplatie avec un bourrelet équatorial qu'on estime être 8 % plus grand que son rayon polaire. Elle est âgée d'environ 284 millions d'années et elle est 1,8 fois plus massive que le Soleil. Le rayon de l'étoile est deux fois plus grand que le rayon solaire, elle est 22 fois plus lumineuse que le Soleil et sa température de surface est de 8 416 K.